# Giro del Casentino
El Giro del Casentino és una competició ciclista d'un dia que es disputa a la regió del Casentino (província d'Arezzo). La primera edició data del 1909, i de 2005 a 2010 va formar part del calendari de l'UCI Europa Tour.

## Palmarès
| Any       | Vencedor                          | Segon                      | Tercer                  |
| --------- | --------------------------------- | -------------------------- | ----------------------- |
| 1910      | Ugo Marzocchini                   |                            |                         |
| 1911      | Pietro Avanzini                   |                            |                         |
| 1912      | Umberto Bellucci                  |                            |                         |
| 1913      | Pierino Savini                    |                            |                         |
| 1914      | Alfonso Aprile                    |                            |                         |
| 1915-1919 | No disputat                       |                            |                         |
| 1920      | Attilio Livi                      |                            |                         |
| 1921      | Romolo Ermini                     |                            |                         |
| 1922      | Riccardo Gagliardi                |                            |                         |
| 1923      | Angelo Gabrielli                  |                            |                         |
| 1924      | Marcello Neri                     |                            |                         |
| 1925      | Marcello Neri                     |                            |                         |
| 1926      | Ettore Meini                      |                            |                         |
| 1927      | Luigi Papeschi                    |                            |                         |
| 1928      | Mario Cipriani                    |                            |                         |
| 1929      | Novelli Fraschi                   |                            |                         |
| 1930      | Agostoni Bellandi                 |                            |                         |
| 1931      | Vasco Rossi                       |                            |                         |
| 1932      | Ascanio Arcangeli                 |                            |                         |
| 1933      | Cesare Del Gancia                 |                            |                         |
| 1934      | Gino Bartali                      |                            |                         |
| 1935      | Gino Centogambe                   |                            |                         |
| 1936      | Pietro Chiappini                  |                            |                         |
| 1937      | Secondo Magni                     |                            |                         |
| 1938      | Corrado Scatragli                 |                            |                         |
| 1939      | Fausto Coppi                      |                            |                         |
| 1940      | Luciano Pezzi                     |                            |                         |
| 1941      | Nedo Laghi                        |                            |                         |
| 1942      | Angelo Bessi                      |                            |                         |
| 1943      | Enzo Desideri                     |                            |                         |
| 1944-1945 | No disputat                       |                            |                         |
| 1946      | Luciano Maggini                   |                            |                         |
| 1947      | Freido Pasquetti                  |                            |                         |
| 1948      | Luciani Frosini                   |                            |                         |
| 1949      | Lido Sartini                      |                            |                         |
| 1950      | Marcello Pellegrini               |                            |                         |
| 1951      | Girardengo Bernardini             |                            |                         |
| 1952      | Bruno Tognaccini                  |                            |                         |
| 1953      | Gastone Nencini                   |                            |                         |
| 1954      | Amaldo Alberti                    |                            |                         |
| 1955      | Oreste Pierazzini                 |                            |                         |
| 1956      | Alberto Emiliozzi                 |                            |                         |
| 1957      | Alvaro Giommoni                   |                            |                         |
| 1958      | Bruno Babini                      |                            |                         |
| 1959      | Bruno Mealli                      |                            |                         |
| 1960      | Guido Neri                        |                            |                         |
| 1961      | Gianfranco Gallon                 |                            |                         |
| 1962      | Pietro Partesotti                 |                            |                         |
| 1963      | Moreno Campigli                   |                            |                         |
| 1964      | Mario Lazzieri                    |                            |                         |
| 1965      | Maurizio Meschini                 |                            |                         |
| 1966      | Mario Mancini                     |                            |                         |
| 1967      | Gabriele Pisauri                  |                            |                         |
| 1968      | Aroldo Spadoni                    |                            |                         |
| 1969      | Stefano Tamberi                   |                            |                         |
| 1970      | Luigi Scorza                      |                            |                         |
| 1971      | Remo Boccolacci                   |                            |                         |
| 1972      | Valerio Cirri                     |                            |                         |
| 1973      | Roberto Rosani                    |                            |                         |
| 1974      | Franco Conti                      |                            |                         |
| 1975      | Philip Edwards                    |                            |                         |
| 1976      | Riccardo Becherini                |                            |                         |
| 1977      | Walter Clivati                    |                            |                         |
| 1978      | Graziano Maccaferri               |                            |                         |
| 1979      | Emilio Maestrelli                 |                            |                         |
| 1980      | Ivano Maffei                      |                            |                         |
| 1981      | Loretto Sabatini                  |                            |                         |
| 1982      | Marco Giovannetti                 |                            |                         |
| 1983      | Stefano Casagrande                |                            |                         |
| 1984      | Marco Giovannetti                 |                            |                         |
| 1985      | Edoardo Rocchi                    |                            |                         |
| 1986      | Stefano Casagrande                | Antonio Fanelli            | Andrzej Serediuk        |
| 1987      |                                   |                            |                         |
| 1988      | Antonio Politano                  |                            |                         |
| 1989      | Stefano Santerini                 |                            |                         |
| 1990      | Andrea Ferrigato                  |                            |                         |
| 1991      | Paolo Fornaciari                  |                            |                         |
| 1992      | Giuseppe Bellino                  |                            |                         |
| 1993      | Stefano Checchin                  |                            |                         |
| 1994      | Claudio Ainardi                   |                            |                         |
| 1995      | Massimiliano Gentili              | Roberto Bianchini          | Marco Vergnani          |
| 1996      | Marzio Bruseghin                  |                            |                         |
| 1997      | Aldo Zanetti                      |                            |                         |
| 1998      | Fabio Quercioli                   |                            |                         |
| 1999      | Michele Colleoni                  |                            |                         |
| 2000      | Davide Lorenzini                  |                            |                         |
| 2001      | Lorenzo Bernucci                  | Santo Anzà                 | Iaroslav Popòvitx       |
| 2002      | Massimo Iannetti                  | Giairo Ermeti              | Manuele Mori            |
| 2003      | Aristide Ratti                    | Alessandro Proni           | Simone Guidi            |
| 2004      | Ruslan Pidgorni                   | Alexandr Iefimkin          | Marco Stefani           |
| 2005      | Vassil Kirienka                   | Davide Bonucelli           | Alessio Ricciardi       |
| 2006      | Sacha Modolo                      | Marco Bandiera             | Luca Fioretti           |
| 2007      | Francesco Ginanni                 | Pierpaolo De Negri         | Adam Pierzga            |
| 2008      | Simone Ponzi · Pierpaolo De Negri |                            | Wojciech Dybel          |
| 2009      | Roberto Cesaro                    | Leonardo Pinizzotto        | Giuseppe Di Salvo       |
| 2010      | Andrea Pasqualon                  | Francesco Manuel Bongiorno | Fabio Taddei            |
| 2011      | Alexander Serebryakov             | Alfonso Fiorenza           | Mirko Tedeschi          |
| 2012      | Gennaro Maddaluno                 | Ilya Gorodnichev           | Alessandro Mazzi        |
| 2013      | Gianfranco Zilioli                | Alessio Taliani            | Valerio Conti           |
| 2014      | Paolo Toto                        | Marco Chianese             | Marco D'Urbano          |
| 2015      | Danilo Celano                     | Giuseppe Brovelli          | Paolo Bianchini         |
| 2016      | Aliaksandr Riabuixenko            | Andrea Vendrame            | Gian Marco Di Francesco |
| 2016      | Eros Colombo                      | Einer Rubio                | Andrea Di Renzo         |